# Leszek Skorupa (duchowny)
Leszek Skorupa – polski ksiądz rzymskokatolicki, kapelan Jego Świętobliwości (2010), dyrektor Wydawnictwa Jedność w Kielcach.

## Życiorys
Ks. Leszek Skorupa wstąpił do seminarium kieleckiego w 1983 roku. W 1991 uczestniczył w przygotowaniach wizyty Jana Pawła II w Kielcach. Od 1995 jest dyrektorem Wydawnictwa Jedność. W latach 2014–2023 pełnił funkcję dyrektora Radia eM Kielce.
Ks. Leszek Skorupa jest członkiem kapituły nagrody Świętokrzyska Victoria (2020). Od 2020 jest wiceprezesem Stowarzyszenia Wydawców Katolickich.

## Nagrody i wyróżnienia
- Brązowy Krzyż Zasługi (2001) za działalność wydawniczą, która przyczyniła się do promocji miasta[6],
- Srebrny Medal za Długoletnią Służbę (2013)[7]
- laureat Nagrody Świętokrzyska Victoria w kat. „Przedsiębiorczość” XI edycji (2019)[8].